# Lee Kang-seok
Lee Kang-seok (Uijeongbu, 28 februari 1985) is een Zuid-Koreaans schaatser.
Het grootste succes in zijn carrière tot nu toe haalde hij tijdens de Olympische Winterspelen 2006, toen hij brons won op de 500 meter. Zijn eerste overwinning in een World Cup wedstrijd haalde hij in november 2005 in Milwaukee. In Heerenveen tijdens de World Cup Finales won Lee de laatste twee wedstrijden in de World Cup cyclus op de kortste afstand. Hiermee behaalde hij genoeg punten om het eindklassement op de 500 meter op zijn naam te schrijven, waarmee hij de eerste Zuid-Koreaan werd die de wereldbeker in ontvangst mocht nemen.
Tijdens de Aziatische Winterspelen van 2007 wist Lee zijn landgenoot Lee Kyou-hyuk te verslaan door een 35,11 en een 35,19 te schaatsen.
Op de Olympische Winterspelen 2010 in Vancouver werd hij 4e met een score van 70,04 over twee afstanden. Hij klokte 35.05 (vierde tijd) in de eerste en 34.98 (derde tijd) in de tweede race.

## Records

### Persoonlijke records
| Afstand    | Tijd    | Datum            | Baan           |
| ---------- | ------- | ---------------- | -------------- |
| 500 meter  | 34,20   | 9 november 2007  | Salt Lake City |
| 1000 meter | 1.08,15 | 11 november 2007 | Salt Lake City |
| 1500 meter | 1.53,93 | 9 oktober 2004   | Calgary        |
| 3000 meter | 4.16,64 | 30 januari 2001  | Seoel          |
| 5000 meter | 7.28,09 | 11 januari 2001  | Seoel          |

### Wereldrecords
| Nr. | Afstand     | Tijd   | Datum        | Baan           |
| --- | ----------- | ------ | ------------ | -------------- |
| 1.  | 500 meter   | 34,25  | 9 maart 2007 | Salt Lake City |
| 2.  | 2×500 meter | 68,690 | 9 maart 2007 | Salt Lake City |

#### Wereldrecords laaglandbaan (officieus)
| Nr. | Afstand   | Tijd  | Datum        | Baan       |
| --- | --------- | ----- | ------------ | ---------- |
| 1.  | 500 meter | 34,82 | 3 maart 2006 | Heerenveen |

## Resultaten
| Jaar | WK Sprint | WK Afstanden | Olympische Spelen | Aziatische Spelen | Wereldbeker                |
| ---- | --------- | ------------ | ----------------- | ----------------- | -------------------------- |
| 2004 | 25e       |              |                   |                   | 45e 500m                   |
| 2005 |           |              |                   |                   | 10e 100m 29e 500m 46 1000m |
| 2006 | 21e       |              | 500m · 22e 1000m  |                   | 100m · 500m · 34e 1000m    |
| 2007 |           | 500m         |                   | 100m · 500m       | 11e 100m 4e 500m 24e 1000m |
| 2008 | 10e       | 11e 500m     |                   |                   | 100m · 500m · 17e 1000m    |
| 2009 | 12e       | 500m         |                   |                   | 13e 500m 54e 1000m         |
| 2010 | Zilver    |              | 4e 500m           |                   | 6e 500m 0P op 1000m        |
| 2011 |           | DNS2e 500m   |                   |                   | 500m · 20e 1000m           |
| 2012 | DNS2      | 17e 500m     |                   |                   | 11e 500m 39e 1000m         |
| 2013 |           | 21e 500m     |                   |                   | 16e 500m                   |
| 2014 |           |              | 22e 500m          |                   | 25e 500m 0p op 1000m       |
| 2015 |           |              |                   |                   | 25e 500m 54e 1000m         |
| 2016 |           |              |                   |                   | 40e 500m                   |

### Medaillespiegel
| Kampioenschap           | Goud | Zilver | Brons |
| ----------------------- | ---- | ------ | ----- |
| WK Sprint               | 0    | 1      | 0     |
| WK Afstanden            | 2    | 0      | 0     |
| Olympische Spelen       | 0    | 0      | 1     |
| Aziatische Winterspelen | 1    | 0      | 1     |